# ISO 3166-2:TL
Die Liste der ISO-3166-2-Codes für  Osttimor enthält die Codes für die 14 Gemeinden.

Die Codes bestehen aus zwei Teilen, die durch einen Bindestrich voneinander getrennt sind. Der erste Teil gibt den Landescode gemäß ISO 3166-1 (für  Osttimor TL), der zweite den Code für die Gemeinde wieder.
Die aktuellen Codes stehen auf der Seite der ISO unter #iso:code:3166:TL zur Verfügung.

Als Osttimor am 20. Mai 2002 endgültig unabhängig wurde, änderte man das Kürzel von TP (von Timor Português) auf TL (von Timor-Leste). Dies wurde im dritten Newsletter bekannt gegeben. Eine weitere Änderung erfuhren die Codes im vierten Newsletter, um die offizielle Bezeichnung von East Timor in Timor-Leste zu ändern. Im Newsletter II-3 wurden die Tetum-Bezeichnungen der Codeliste hinzugefügt. Atauro ist seit dem 1. Januar 2022 eine eigenständige Gemeinde.

Gemeinden Osttimors

| Gemeinden       | Code  |
| --------------- | ----- |
| Aileu           | TL-AL |
| Ainaro          | TL-AN |
| Atauro          | TL-AT |
| Baucau          | TL-BA |
| Bobonaro        | TL-BO |
| Cova Lima       | TL-CO |
| Dili            | TL-DI |
| Ermera          | TL-ER |
| Lautém          | TL-LA |
| Liquiçá         | TL-LI |
| Manatuto        | TL-MT |
| Manufahi        | TL-MF |
| Oe-Cusse Ambeno | TL-OE |
| Viqueque        | TL-VI |